# Near Earth Asteroid Tracking

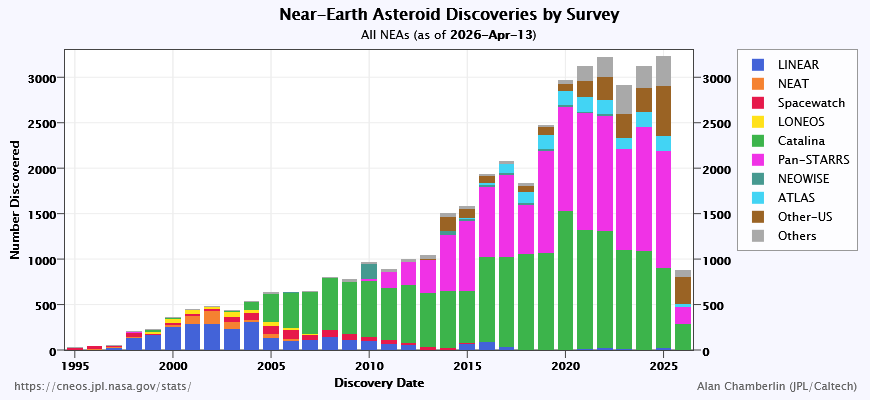
het aantal objecten dat door verschillende projecten gevonden is (NEAT - oranje)

Near-Earth Asteroid Tracking (NEAT) was een samenwerkingsproject van NASA en Jet Propulsion Laboratory met het doel om Aardscheerders te ontdekken. Het NEAT-project begon in december 1995 en duurde tot april 2007.
De belangrijkste onderzoeker was Eleanor F. Helin, met als co-onderzoekers Steven H. Pravdo en David L. Rabinowitz.
NEAT had een overeenkomst met de United States Air Force om een GEODSS telescoop te gebruiken, op Haleakala, Maui, Hawaii. GEODSS staat hierbij voor Ground-based Electro-Optical Deep Space Surveillance en deze telescopen waren ontwikkeld om ruimteschepen in hun baan om de aarde optisch te kunnen observeren. Het NEAT-team ontwikkelde een CCD-camera en computersysteem voor de GEODSS telescopen. Het formaat van de CCD-camera is ongeveer 4096 × 4096 pixels en het gezichtsveld is ongeveer 1.2° × 1.6°.
Vanaf april 2001 werd hiernaast tevens de Samuel Oschintelescoop (een 1.2 meter Schmidt telescoop op het Palomar Observatory) gebruikt. Deze telescoop bezit een camera met 112 CCD's van elk 2400 × 600. Deze telescoop produceerde de beelden die leidden tot de ontdekking van (50000) Quaoar in 2002, en (90377) Sedna in 2003 (gepubliceerd in 2004) en de dwergplaneet Eris.
Naast het ontdekken van duizenden planetoïden heeft NEAT ook bijgedragen aan de ontdekking van de komeet 54P/de Vico–Swift–NEAT en de Ster van Teegarden. Op 24 augustus 2001 ontdekte NEAT de komeet C/2001 Q4 (NEAT). De in 1998 door NEAT ontdekte planetoïde (52768) 1998 OR2 is op 29 april 2020 de aarde op een afstand van 0,042 AE gepasseerd.
Als eerbetoon is in 2005 een planetoïde vernoemd naar NEAT, (64070) NEAT.